# Qa
Qa, qû o ka era una unitat de mesura de volum d'Assíria i Babilònia. Era el contingut d'un cub d'un «pam de mà», entre 9,9 i 10,2 cm3, doncs més o menys equivalent a un litre del sistema decimal. El pes d'una qa d'aigua es deia «mina» i correspon més o menys al quilograma. Cinc qa feien un šiqlu, 100 qa formaven un imēru (càrrega d'ase), i 300 qa un gur o més o menys 302 litres.